# Georgios Tsolakoglou
Georgios Tsolakoglou (griechisch Γεώργιος Τσολάκογλου, * April 1886 in Agrafa; † Mai 1948 in Athen) war ein griechischer General, Politiker und Ministerpräsident von 1941 bis 1942 während der deutschen Besetzung Griechenlands.

## Militärische Laufbahn

### Offizier und Kriegsteilnahmen 1912 bis 1922
Tsolakoglou absolvierte nach dem Schulbesuch eine Ausbildung zum Offizier der Armee. In dieser Funktion nahm er an den Balkankriegen (1912–1913), dem Ersten Weltkrieg, der alliierten Expedition in die Ukraine (1919) sowie dem Griechisch-Türkischen Krieg (1919–1922) teil.

### Zweiter Weltkrieg
Während des Griechisch-Italienischen Krieges war er als Generalleutnant vom Oktober 1940 bis April 1941 Kommandierender General des III. Armeekorps. Nach dem Einmarsch der deutschen Wehrmacht in Griechenland am 6. April 1941, im Rahmen des Balkanfeldzugs, und der anschließenden Eroberung von Thessaloniki am 9. April 1941 wurden die ihm unterstellten Truppenteile erst verspätet aus dem Norden Griechenlands angefordert, so dass die deutschen Truppen durch die Eroberung von Ioannina am 20. April 1941 erfolgreich die Einheiten der griechischen Armee voneinander abschneiden konnte.
Als die Aussichtslosigkeit des weiteren Widerstands offensichtlich wurde, verhandelte er   noch am selben Tag in Absprache mit den Kommandierenden Generalen des I. Armeekorps, Generalleutnant Panagiotis Demestichas, und des II. Armeekorps, Generalleutnant Georgios Bakos, sowie dem Metropoliten von Ioannina, Spyrdion, an Stelle des Kommandeurs der Epirus-Armee, General Ioannis Pitsikas, den er zuvor ersetzt hatte, im Beisein des Kommandeurs der Leibstandarte SS Adolf Hitler, SS-Obergruppenführer Sepp Dietrich, die Kapitulation.
Dabei missachtete er den ausdrücklichen Befehl des Oberkommandierenden der griechischen Armee, General Alexandros Papagos, bis zum Ende Widerstand zu leisten. Einen Tag darauf, am 21. April 1941, unterzeichnete er schließlich in Larisa die bedingungslose Kapitulation der griechischen Armee. Ohne besondere Vereinbarungen in Bezug auf den deutschen Kriegspartner Italien wurde die Kapitulationszeremonie auf ausdrücklichen Wunsch des „Duce“ Benito Mussolini am 23. April 1941 in Gegenwart der Italiener wiederholt. Neben Tsolakoglou und einem italienischen Bevollmächtigten unterzeichnete auf deutscher Seite Alfred Jodl, Chef des Wehrmachtführungsstabes, das Kapitulationsprotokoll.
Die Aushandlung und Unterzeichnung der Kapitulation beschrieb Tsolakoglou in seinen 1959 posthum erschienenen Memoiren wie folgt: „Ich befand mich selbst in einem historischen Dilemma: Den Kampf fortsetzen und einen Holocaust haben oder die Appelle der Armeekommandeure befolgen und die Kapitulation annehmen […] Ich lehne keine Verantwortung für die Entscheidung, die ich getroffen habe, ab […] Bis heute habe ich meine Handlungen nicht bereut. Im Gegenteil: Ich fühle mich stolz.“

## Ministerpräsident unter deutscher Besatzung
Nachdem die reguläre griechische Regierung unter Ministerpräsident Emmanouil Tsouderos und König Georg II. am 23. April 1941 nach Kreta und später während der Luftlandeschlacht um Kreta ins Exil nach Ägypten ging, wurde Tsolakoglou am 29./30. April von der deutschen Besatzungsmacht zum Ministerpräsidenten ernannt. In diese Zeit fällt auch die Große Hungersnot in Griechenland. Sein Amt behielt er bis zum 2. Dezember 1942. Nachfolger als Ministerpräsident unter der Besatzungsmacht der Achsenmächte wurde Konstantinos Logothetopoulos.

## Verurteilung als Kollaborateur
Nach der Befreiung Griechenlands durch die Alliierten Streitkräfte am 13. Oktober 1944 wurde er verhaftet und später von einem Sondergericht als Kollaborateur der Achsenmächte zum Tode verurteilt. Tsolakoglou wurde angeklagt, er habe sich Befehlen widersetzt, die Kapitulation Griechenlands begünstigt und später sich einer illegitimen Staatsführung angeschlossen. Das Todesurteil wurde später in eine lebenslängliche Haftstrafe umgewandelt. Im Mai 1948 verstarb er schließlich in der Haft an Leukämie.

## Biografische Quellen und Hintergrundinformationen
- Biografie
- Evi Koukouraki: Von den griechischen Befreiungskriegen bis in die Gegenwart: Geschichte des jungen Griechenlands. 2003.
- Griechische Armee 1940–1941 auf afrika-korps.de
- The Second World War 1940–1945. War, Occupation, Resistance, Liberation.
- Griechenland-Geschichte: Der Zweite Weltkrieg und der Bürgerkrieg. (Memento vom 8. Februar 2009 im Internet Archive) – griechische-botschaft.de